# ماركالا
ماركالا بلدية تقع في دائرة سيغو في منطقة سيغو في دولة مالي على نهر النيجر وبها جسر متين يعبر النهر. وتضم البلدية ثلاثين قرية. وتعداد السكان سنة 2009 كان 46 ألف نسمة.
يقع السد الزراعي الرئيسي في دولة مالي بالبلدية، وذات السد أيضا جسر هام يعبر نهر النيجر. وتقع القرية الرئيسية للبلدية بجوار الجسر على الجانب الشرقي وتسمى ديامارابوغو. وقد أنشأ الاستعمال الفرنسي السد في أربعينيات القرن الماضي لري حقول القطن. وتقع الأراضي المروية في منطقة أخرى إلى الشمال.

## توأمة
لماركالا اتفاقيات توأمة مع:
- لافلش